# Euchaetes gigantea
Euchaetes gigantea là một loài bướm đêm thuộc phân họ Arctiinae, họ Erebidae.